# Піщаний (Медведевський район)
Піща́ний (рос. Песчаный, марій. Песчаный) — селище у складі Медведевського району Марій Ел, Росія. Входить до складу Куярського сільського поселення.
Стара назва — Студенка.

## Населення
Населення — 130 осіб (2010; 132 у 2002).
Національний склад (станом на 2002 рік):
- росіяни — 57 %
- марі — 34 %